# Etielloides
Etielloides is een geslacht van vlinders van de familie snuitmotten (Pyralidae), uit de onderfamilie Phycitinae.

## Soorten
- E. bipartitellus Leech, 1889
- E. curvella Shibuya, 1928
- E. kogii Yamanaka, 1998
- E. sejunctella Christoph, 1881